# Gallup
Gallup —Naʼnízhoozhí en navaho— és una ciutat dels Estats Units i seu del comtat de McKinley a l'estat de Nou Mèxic. Segons el cens del 2006 tenia 20.209 habitants.

## Demografia
Segons el cens del 2000, Gallup tenia 20.209 habitants, 6.810 habitatges, i 4.869 famílies. La densitat de població era de 584,5 habitants per km².
Dels 6.810 habitatges en un 41,1% hi vivien nens de menys de 18 anys, en un 45,3% hi vivien parelles casades, en un 19,8% dones solteres, i en un 28,5% no eren unitats familiars. En el 23,8% dels habitatges hi vivien persones soles el 6,8% de les quals corresponia a persones de 65 anys o més que vivien soles. El nombre mitjà de persones vivint en cada habitatge era de 2,85 i el nombre mitjà de persones que vivien en cada família era de 3,39.
Per edats la població es repartia de la següent manera: un 32,7% tenia menys de 18 anys, un 9,3% entre 18 i 24, un 28,8% entre 25 i 44, un 20,3% de 45 a 60 i un 8,9% 65 anys o més.
L'edat mediana era de 31 anys. Per cada 100 dones de 18 o més anys hi havia 86,2 homes.
La renda mediana per habitatge era de 34.868$ i la renda mediana per família de 39.197$. Els homes tenien una renda mediana de 33.380$ mentre que les dones 24.441$. La renda per capita de la població era de 15.789$. Aproximadament el 16,6% de les famílies i el 20,8% de la població estaven per davall del llindar de pobresa.

## Poblacions properes
El següent diagrama mostra les poblacions més properes.